# Impulsor del Sincrotrón de Protones

Conjunto de aceleradores, impulsores y puntos de colisión del LHC, donde es posible ubicar el lugar concreto dentro del LHC del Impulsor del Sincrotrón de Protones (PSB), que en el diagrama aparece con el nombre Booster

El Impulsor del Sincrotón de Protones (PSB) es el primero y el más pequeño de los aceleradores circulares de protones (un sincrotrón) dentro del conjunto de aceleradores del gran complejo de inyección del CERN, que proporciona haces de protones al Gran Colisionador de Hadrones. Contiene cuatro anillos superpuestos con un radio de 25 metros cada uno que reciben protones con una energía de 50  MeV del acelerador lineal Linac4 para, posteriormente, impulsarlos hasta 1,4 GeV, listos para ser inyectados en el Sincrotón de Protones (PS). Antes de que se construyera el PSB en 1972, el haz de protones del Linac1 se inyectaba directamente en el sincrotrón de protones (PS), pero el aumento de la energía de inyección proporcionada por el refuerzo que implementa el Impulsor de Protones permite inyectar más cantidad en el PS y ofrecer una mayor luminosidad al final de la cadena del acelerador.

## Antecedentes históricos

### 1964-1968: Planificación y comienzo de la construcción

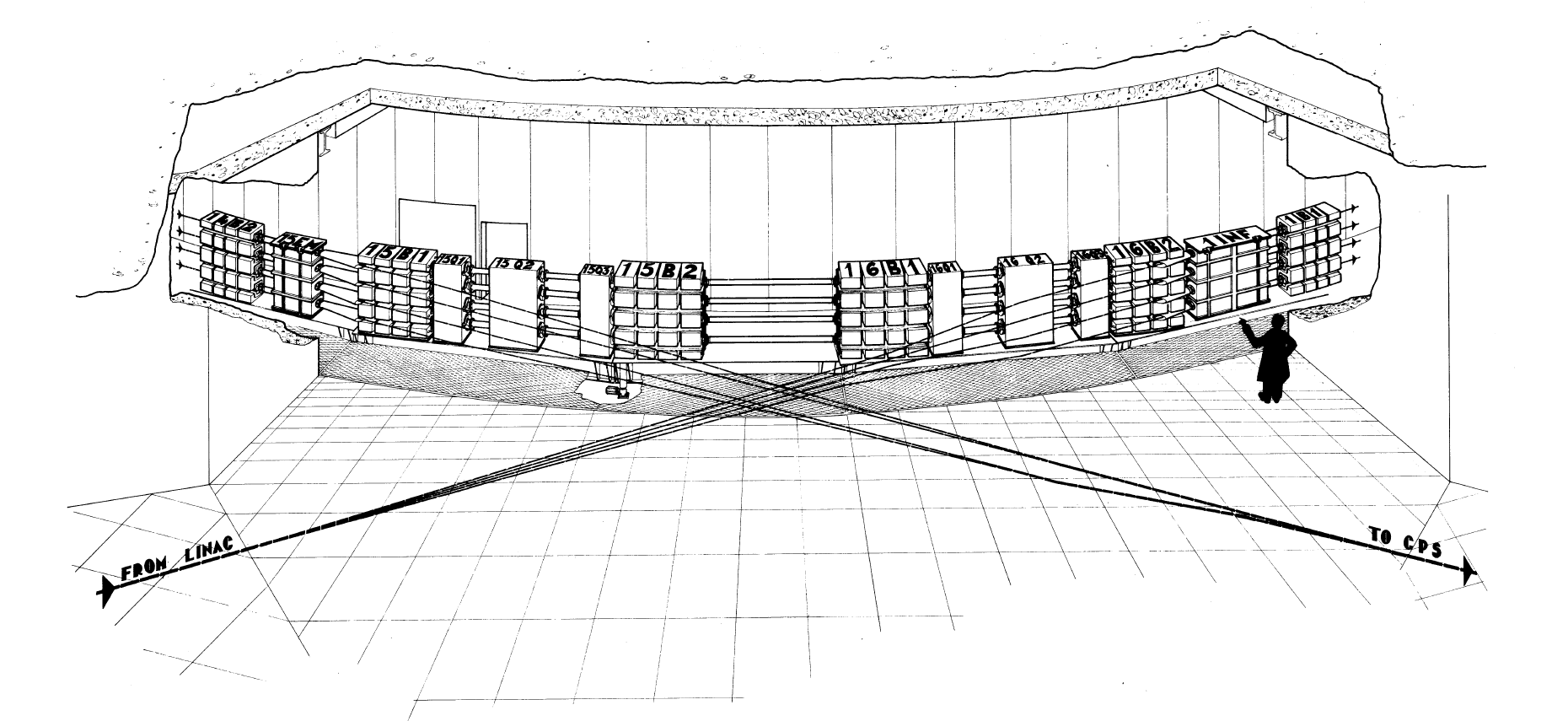
Impresión artística del Impulsor del Sincrotrón de Protones

Antes de que el PSB entrara en funcionamiento en 1972, el acelerador lineal Linac1 entregaba los protones directamente al Sincrotrón de Protones (PS), proporcionando al PS protones a energías de 50 megaelectonvoltios, que luego eran acelerados por el PS hasta 25 gigaelectronvoltios a intensidades de haz de aproximadamente de 1012 protones por pulso. Sin embargo, con el desarrollo de nuevos experimentos (principalmente en el ISR de los anillos de almacenamiento que se cruzan), las intensidades requeridas de los haces del orden de 1013 protones por pulso excedieron la capacidad inicial de esta configuración. Por lo tanto, se discutieron diferentes enfoques sobre cómo aumentar la energía de los haces antes de que los protones entraran en el PS del LHC.
Se hicieron diferentes sugerencias para este nuevo inyector del PS, como, por ejemplo, otro acelerador lineal o cinco anillos de sincrotrón que se cruzarían inspirados en la forma de los anillos olímpicos. Finalmente, se decidió optar por una configuración de cuatro anillos de sincrotrón apilados verticalmente uno sobre otro con un radio de 25 metros cada uno, que se propuso en 1964. Con este diseño especial, sería posible alcanzar las intensidades requeridas de una cantidad de más de 1013 protones por pulso.
En 1967, el presupuesto del programa de actualización general para poder montar el Impulsor del Sincrotrón de Protones se estimó en 69,5 millones de francos suizos (precios de 1968). Más de la mitad de esta suma se dedicó directamente a la construcción del Impulsor del Sincrotón de Protones, que comenzó un año después, en 1968.

### 1972–1974: Primera estructura y puesta en marcha

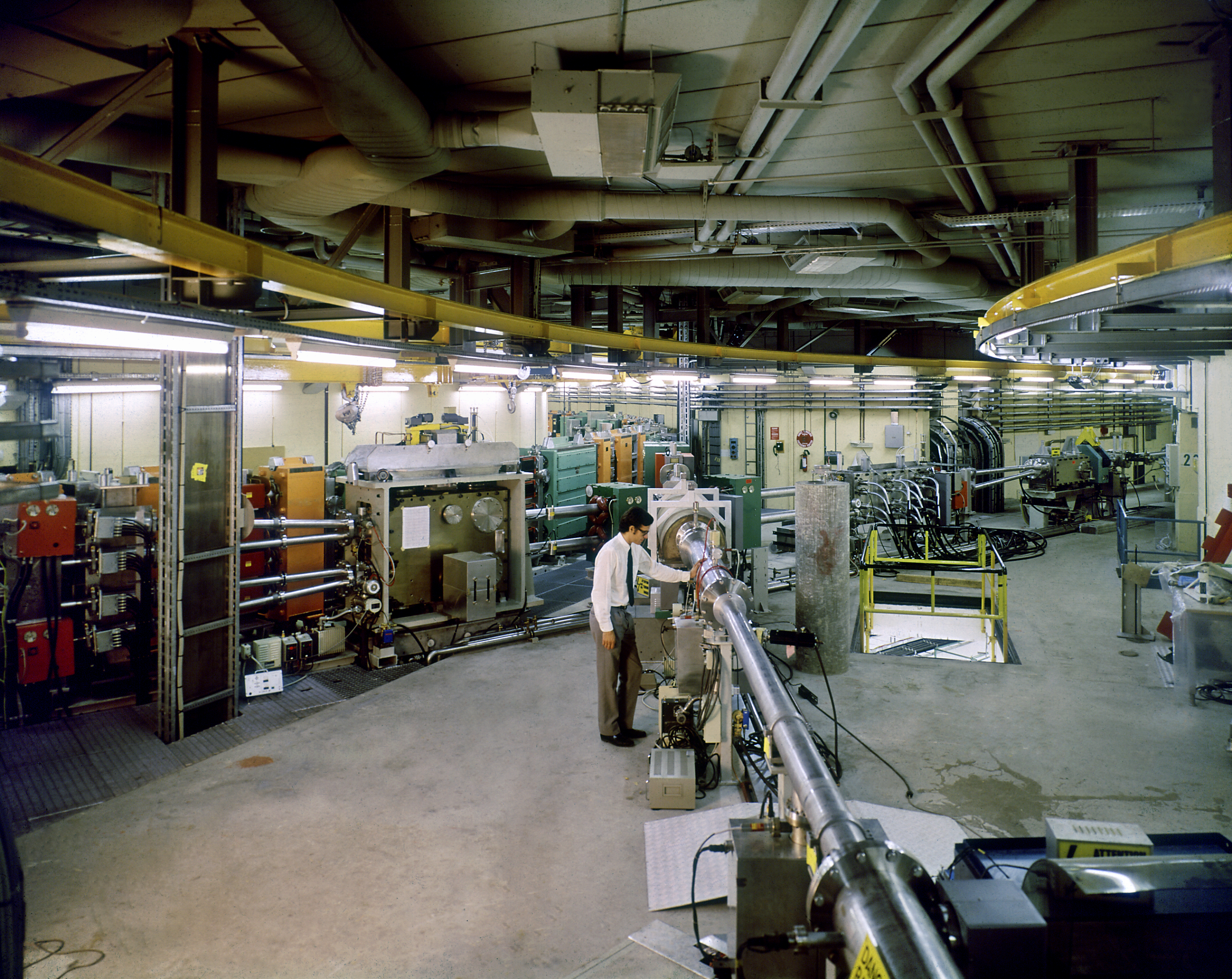
Líneas de inyección y de transferencia del Impulsor del Sincrotrón de Protones

Los primeros haces de protones en el PSB se aceleraron el 1 de mayo de 1972 y la energía nominal de 800 MeV se alcanzó el 26 de mayo. En octubre de 1973, se logró alcanzar la meta de una intensidad intermedia de 5,2 x 1012 protones por haz entregados al PS. En total, se tardó alrededor de dos años en lograr la intensidad requerida del diseño originalmente planeado de 1013 protones por pulso.

### 1973–1978: Actualización a Linac2
Durante los primeros años de funcionamiento, quedó claro que el acelerador lineal Linac1, la principal fuente de protones del CERN en ese momento, no podía seguir el ritmo de los avances técnicos de las nuevas máquinas dentro del complejo del acelerador. Por ello, en 1963 se decidió construir un nuevo acelerador lineal, que más tarde se llamaría Linac2. Esta nueva máquina proporcionaría protones con la misma energía que antes (50 MeV), pero con corrientes de haces más altas de hasta 150 mAh y una duración de pulso más larga de 200 μs. La construcción de Linac2 comenzó en diciembre de 1973 y se completó en 1978.
Mientras, el acelerador Linac1 siguió funcionando como fuente de iones hasta 1992.

### 1988: Actualización a 1 GeV
Después de más de diez años de funcionamiento, el aumento constante de la intensidad del haz exigió también un aumento de la energía de salida del PSB. Por lo tanto, con solo pequeños ajustes de hardware, el PSB se actualizó a 1 GeV en 1988.

### Década de 1980 a 2003: aceleración de iones
Desde principios de la década de 1980 hasta 2003, el Impulsor del Sincrotrón de Protones también se usó para acelerar iones ligeros como el oxígeno o partículas alfa, que fueron entregados por Linac1. Después de que Linac3 como un acelerador lineal principal de iones entró en funcionamiento, el PSB también aceleró iones pesados como el plomo y el indio, un metal poco abundante a medio camino entre el aluminio y el zinc.
A partir de 2006, el anillo de iones de baja energía (LEIR) se hizo cargo de la antigua tarea del PSB de acelerar iones.

### 1992: Conexión al experimento ISOLDE
Hasta 1992, la única máquina que utilizaba los protones de salida del Impulsor del Sincrotrón de Protones era el PS. Esto cambió en 1992, cuando el Separador de masas de isótopos en línea (ISOLDE) se convirtió en el segundo receptor de protones de PSB. Antes, ISOLDE había obtenido protones del Sincrociclotrón, pero esta máquina había llegado al final de su vida útil a fines de la década de 1980. Así, en 1989 se decidió conectar ISOLDE al PSB.

### 1999: Preparación para su funcionamiento en el LHC y actualización a 1,4 GeV
Con el Gran Colisionador de Hadrones (LHC) en el horizonte, era necesaria otra actualización del PSB a 1,4 GeV. Este nuevo propósito implicó ajustes más precisos del hardware que la actualización anterior a 1 GeV, porque se habían alcanzado los límites de los parámetros del diseño original de PSB. En 2000, se completó la actualización final.

### 2010–2026: Futuras actualizaciones para el Gran Colisionador de Hadrones de Alta Luminosidad

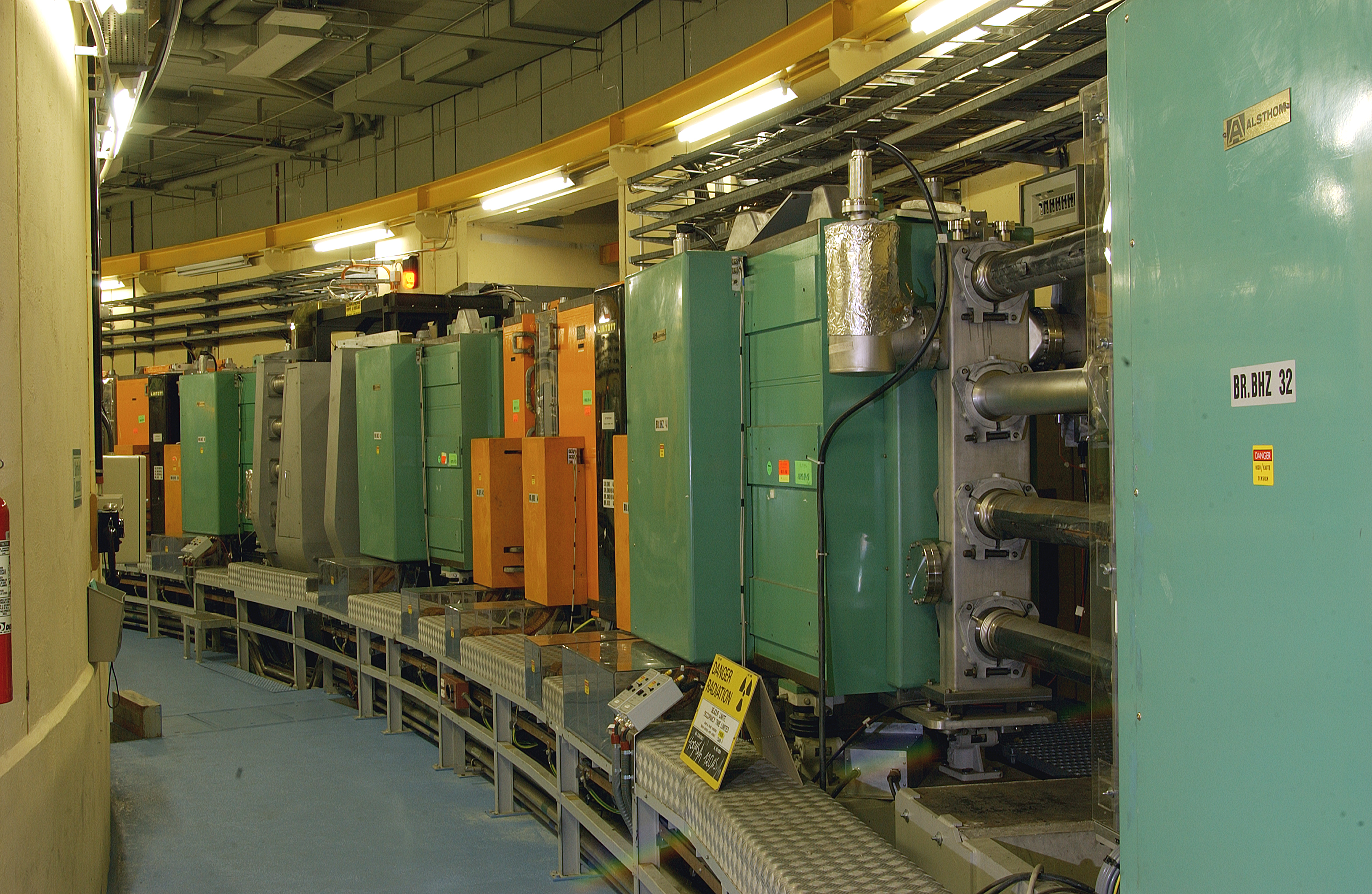
Impulsor del Sincrotrón de Protones en su túnel subterráneo

En 2010, se colocó la piedra angular para otra actualización del LHC: el Gran Colisionador de Hadrones de Alta Luminosidad.
La intensidad del haz requerido para esta nueva tarea mucho mayor, hace necesario aumentar la energía de salida del PSB hasta 2,0 GeV. Esto se implementará a lo largo de los próximos años mediante el intercambio y la actualización de varios equipos claves del PSB, por ejemplo, la fuente de alimentación principal, el sistema de radiofrecuencia, la línea de transferencia del PSB al PS y el sistema de refrigeración.
Además, se ha aumentado la energía de entrada del PSB: el acelerador Linac4 proporciona una energía de haz de salida de 160 MeV, en sustitución de Linac2. Linac4 permite que el PSB proporcione un haz de mayor calidad para el LHC mediante el uso de aniones de hidrógeno (iones H −) en lugar de protones aislados (iones H+). Una lámina de separación en el punto de inyección de PSB elimina los electrones de los aniones de hidrógeno, creando así protones aislados que se acumulan como racimos de haces en los cuatro anillos del PSB. Estos grupos de protones luego se recombinan a la salida del PSB y luego se transfieren al complejo de la cadena de inyectores del LHC del CERN.

## Configuración y operación

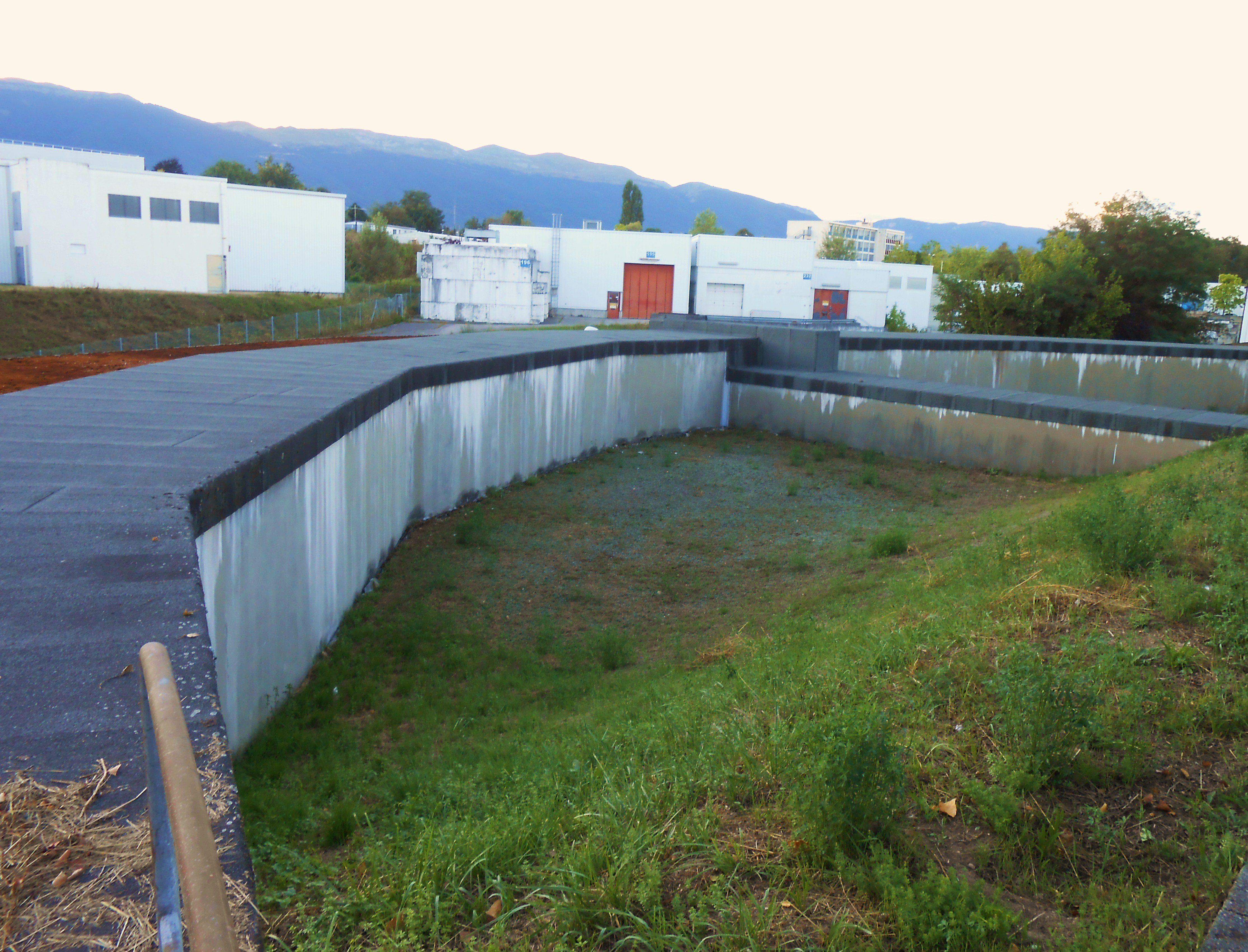
La superficie sobre el Impulsor en el CERN. El acelerador en forma de anillo es visible como un edificio circular que se eleva desde el suelo.

El PSB es parte del complejo de aceleradores del CERN. Cuando se construyó, el campus de Meyrin en Suiza se acababa de ampliar y ahora también cubre en parte territorio francés. El centro de los anillos del PSB se encuentra directamente en la frontera entre Francia y Suiza. Debido a las diferentes regulaciones de los países con respecto a los edificios en la frontera, se decidió edificar la construcción principal del PSB bajo tierra. La única infraestructura del PSB visible se encuentra en el lado suizo. El PSB consta de cuatro anillos apilados verticalmente con un radio de 25 metros. Cada anillo está dividido en 16 secciones con dos imanes dipolares por sección y una estructura de enfoque triple compuesta por tres imanes cuadripolares más precisos (con enfoque, desenfoque y enfoque). Cada estructura de cada imán consta de cuatro imanes individuales para los cuatro anillos apilados uno encima del otro, compartiendo un anillo o yugo común.
Dado que el PSB consta de cuatro anillos, en contraste con una sola línea de haz en el acelerador Linac2 y también un único anillo en el PS, se necesita una construcción especial para acoplar y sumar los haces de protones hacia adentro y hacia afuera. El haz de protones procedente del Linac2 se divide verticalmente en cuatro haces diferentes mediante el llamado distribuidor de protones: el haz viaja a través de una serie de imanes pulsados, que desvían sucesivamente partes del pulso entrante de protones en diferentes ángulos. Esto da como resultado cuatro haces que llenan los cuatro anillos, así como el borde ascendente y descendente del pulso, que se descargan después del distribuidor de protones.
De manera similar, los cuatro haces se fusionan nuevamente después de que el Impulsor del Sincrotrón de Protones los haya acelerado. Con una serie de diferentes estructuras magnéticas, los haces de los cuatro anillos se llevan a un nivel vertical, se juntan todos y luego, ya recombinados, son dirigidos hacia el PS.
En 2017, el PSB aceleró 1,51 x 1020 protones. El 61,45% de ellos fueron entregados a ISOLDE y sólo una pequeña fracción del 0,084% fue utilizada por el LHC.

## Resultados y descubrimientos
El único experimento directo alimentado por protones de PSB es el Separador de masas de isótopos en línea (ISOLDE). Allí, los protones se utilizan para crear diferentes tipos de núcleos radiactivos de baja energía. Con estos se lleva a cabo una amplia variedad de experimentos que van desde la física nuclear de partículas hasta el estudio de la física del estado sólido, así como biología y bioquímica.